# 샤리키 분둔기지
샤리키 분둔기지(일본어: 車力分屯基地 샤리키 분톤치키[*], 영어: JASDF Shariki Sub Base)는 아오모리현 쓰루가시에 있는 항공자위대 미사와 기지의 하위 주둔지이다. 

## 역사
1980년 10월, 샤리키 분둔기지가 개설되었다.
1991년 MIM-104 패트리어트 미사일이 배치되었다.
2006년 9월, 샤리키 분둔기지의 일부 부지가 주일 미국 육군에게 할당되었다. 샤리키 통신소로 이름 붙혀졌다.

## 세입 부대
- 북부고사군
  - 제21고사대
  - 제22고사대
- 제4이동통신대 (항공시스템통신대 이동통신군)

## 같이 보기
- 항공자위대의 기지 목록
- 미사일 방어
- 교가미사키 통신소, 미국 육군의 제14미사일방어포대가 주둔중.